# Коропуж
Коро́пуж — село в Україні, у Великолюбінській селищній громаді Львівського району Львівської області. Населення становить 682 особи.

## Історія
Вперше село згадується 1442 року. Розташоване у зручному географічному місці, що сприяло розвиткові в ньому торгівлі й ремесел. Перекази й археологічні знахідки свідчать про боротьбу жителів Коропужа з кочівниками і турками. Біля села височить курган кам'яної доби.
Річка Крупка, на берегах якої розкинулося поселення, веде свою назву від слова «крупа» з огляду на наявність у її руслі піску та інших дрібних мінералів. Слово існує в усіх слов'янських мовах, а також у генетично споріднених з ними — литовській, латиській та албанській мовах. У період контакту староукраїнської мови з польською вступив у дію лінгвістичний закон, за яким чиниться опір чужим проявам. Польське «ру» відповідає українському «оро» (круль — король). Назва Крупка відповідає польській вимові. Внаслідок дії зворотного процесу річку часом називали Коропка. Повноголосний корінь започав назву Коропуж. Морфологічний елемент «уж» є і в інших топонімах, наприклад, Дорогобуж.
27 серпня 1903 року відкрита однойменна залізнична станція під час введення в експлуатацію залізничної лінії Львів — Самбір.

## Населення

### Мова
Розподіл населення за рідною мовою за даними перепису 2001 року:
| Мова       | Кількість | Відсоток |
| ---------- | --------- | -------- |
| українська | 761       | 99.87%   |
| російська  | 1         | 0.13%    |
| Усього     | 762       | 100%     |

## Релігія
- церква Преподобної Параскеви (1919, УГКЦ, кам'яна)[4][5].

## Відомі особи
Уродженцями села є:
- Цигилик Олег Іванович — керівник хору «Гомін»;
- Бобеляк Тарас Степанович — актор театру і кіно.
- Колодій Ілько Степанович - член Національної спілки письменників України